# 有栖未桜
有栖 未桜（ありす みお、1994年〈平成6年〉3月27日 - ）は、日本のレースクイーン、グラビアモデル、コスプレイヤー。千葉県出身。プリッツコーポレーション／GCE所属。愛称は「みおち」。

## 略歴
千葉県出身。大学卒業後は会社員をしていたが、生田ちむのSNSをきっかけにレースクイーンに憧れを持ち意を決して退職。
2018年冬に「BRAND事務所（現GCE事務所）」に入り、2019年のSUPER GT・GT300クラスに参戦するJLOCの「T-DASH JLOC エンジェル」の一員としてレースクイーンの活動を開始。
同年度の日本レースクイーン大賞2019新人部門で特別賞を受賞。
2021年秋に現在の事務所「プリッツコーポレーション」入所。（現在はプリッツコーポレーションとGCEのW所属）
2021年はスーパー耐久に参戦する新世紀サイバーフォーミュラレーシングwithRFCの「サイバーフォーミュラRFCガールズ」の一員として活動。
2022年はSUPER GT・GT300クラスとスーパー耐久に参戦する埼玉トヨペット Green Braveの「埼玉トヨペットサポーターズ2022」として活動し、翌2023年1月14日に発表された『Adam byGMO日本レースクイーン大賞2022』で週刊プレイボーイ賞を受賞。同年7月3日発売の『週刊プレイボーイ29号』でグラビアを飾った。
2023年も引き続き「埼玉トヨペットサポーターズ2023」として活動する他、西口プロレスのリングガールに相当する「西口向上委員会」や、ゴルフ雑誌「GOLF TODAY」のイメージガールにあたる「GTバーディーズ」にも参加する。
2024年、チーム名を埼玉トヨペット Green BraveからGreen Braveに変更するが、沢山の方々から埼玉を外さないで欲しいとの声もあり、埼玉GreenBraveとしSUPER GT・GT300クラスとスーパー耐久に参戦するチームの「埼玉GreenBraveサポーターズ2024」の就任を、自身のSNSにて発表
。
また、同年4月1日に「西口向上委員会」の活動も継続して行うことを発表。4月21日伊勢崎オートレース場のイメージガール『G☆smil』（ジー・スマイル）の活動を発表する。
2025年1月11日に東京オートサロン『にしたんクリニック レースアンバサーダーアワード2024』の大賞5名に選出される。また、大賞5名の中から選ばれる『テレビ東京賞』も受賞する。
同年1月13日、「2025 WedsSport Racing Gals」として活動することを報告する。また、同年1月23日には「2025 KNOCK OUTガールズとしてラウンドガールの活動をしていく事も報告する。同年4月1日「西口向上委員会」の活動を継続して行うことを発表する。また、4月16日には伊勢崎オートレース場のイメージガール『G☆smil』（ジー・スマイル）の活動を継続して行うことも発表する。

## 人物
- 星座／血液型：おひつじ座／O型
- 好きな音楽：LiSA、ReoNa
- 資格：普通自動車免許・英検準2級
- 趣味・特技：ひとりカラオケ・テニス・麻雀・サウナ
- 座右の銘：人生生きてるだけで丸儲け
- 口癖：お腹空いた
- 生活の中のマイルール：無理はしない
- 自分を動物に例えると：猫
- 宝物：LiSAの直筆サイン入りポストカード
- 好きな・憧れる女性のタイプ：LiSAさんみたいにひたむきに頑張り続けられる人
- 愛犬は「叶夢」
- 好きな食べ物はカツカレー・激辛料理
- 大戸屋では必ずチキンかあさん煮を注文する
- 好きなカラーは水色🩵
- 始まりの挨拶は『見た目はクールビューティ中身はポンコツの有栖未桜です🫶』
- 終わりの挨拶は『今日もしっかり息してて偉いぞ！ 明日からも程よく生きような🤘🏻』であり、 その時のシチュエーションに合わせて派生はある
- スポーツ経験はテニス歴16年あり、運動神経は抜群
- 好きなお酒は焼酎、以前は麦焼酎一択だったが芋焼酎を呑んでから、芋焼酎に変わる
- 趣味は麻雀となっているが、完全に役を覚えている訳でないので、雀魂をこよなく愛する
- サウナ好きがこうじて、サウナオフ会をする程好きでいる[15][16]
- 自身のファンの愛称は『みおるー』
- 自他共に認める【バニーガールの申し子】である
- 最近のお気に入りは、にゃんこ絵師ぢゅのさんのサメにゃん、にゃんシリーズ mofusandが好き

## 活動

### レースクイーン・レースアンバサダー
| 年     | カテゴリー                    | チーム名                                                                        | 共演メンバー                 |
| ------ | ----------------------------- | ------------------------------------------------------------------------------- | ---------------------------- |
| 2019年 | SUPER GT GT 300               | JLOC 「T-DASH JLOC エンジェル」                                                 | おの五月・亀澤杏菜・星野奏   |
| 2020年 | アイドラーズ12時間 耐久レース | MSERRT「MSERRT RQ」                                                             |                              |
| 2021年 | スーパー耐久                  | 新世紀サイバーフォーミュラレーシングwithRFC 「サイバーフォーミュラRFCガールズ」 | 桐島しずく・松本れい         |
| 2021年 | 全日本ラリー選手権            | TEAM NENC「向島ねんく」                                                         |                              |
| 2022年 | 全日本ラリー選手権            | TEAM NENC「向島ねんく」                                                         |                              |
| 2022年 | SUPER GT GT 300 スーパー耐久  | 埼玉トヨペット Green Brave 「埼玉トヨペットサポーターズ2022」                   | 五十嵐みさ                   |
| 2023年 | SUPER GT GT 300 スーパー耐久  | 埼玉トヨペット Green Brave 「埼玉トヨペットサポーターズ2023」                   | 五十嵐みさ                   |
| 2024年 | 全日本ラリー選手権            | TEAM NENC「向島ねんく」                                                         | 蒼雪乃                       |
| 2024年 | SUPER GT GT 300 スーパー耐久  | 埼玉 Green Brave 「埼玉GreenBraveサポーターズ2024」                             | 五十嵐みさ                   |
| 2025年 | SUPER GT GT 500               | 2025 WedsSport Racing Gals                                                      | 成沢紫音・南真琴             |
| 2025年 | スーパー耐久                  | TEAM NOPRO ELECTRO IMAGING Girls 2025 開幕戦のみ                                | 生田ちむ・早乙女るな・楓紗季 |

### イベント
| 年     | イベント名                       | 出演ブース                         | 備考 |
| ------ | -------------------------------- | ---------------------------------- | --- |
| 2018年 | 東京ゲームショウ                 | サイバーエージェント               | |
| 2019年 | ジャパンアミューズメントエキスポ | KONAMI                             | |
| 2019年 | アニメジャパン                   | 博報堂DYミュージック＆ピクチャーズ | |
| 2019年 | 東京オートサロン                 | オートウェイ                       | [ 17 ] |
| 2019年 | CP+                              | BenQ                               | |
| 2019年 | 東京モーターショー               | 日本サーモスタット株式会社         | |
| 2019年 | 東京ゲームショウ                 | インテル                           | 柊木里音・浜嶋りなと共演                                                                                  |
| 2020年 | 東京オートサロン                 | ブリヂストン                       | 英美里・美月千佳・野田桃加・ Cyan・霧島聖子・宮瀬七海と共演                                               |
| 2022年 | 東京オートサロン                 | NENC                               | [ 19 ] |
| 2023年 | 東京オートサロン                 | BYD                                | [ 20 ] |
| 2023年 | ジャパンモビリティショー         | トヨタ紡織                         | 高瀬真美・るびぃ・成瀬桜・ 桜庭かよ・菱木ひな・大久保麻衣・ 城谷心夏と共演                                |
| 2023年 | 名古屋モビリティショー           | BYD                                | 亀澤杏菜・西山絵里香と共演                                                                                |
| 2024年 | 札幌モビリティショー             | BYD                                | 亀澤杏菜・根岸しおりと共演                                                                                |
| 2024年 | 東京オートサロン                 | VELENO & Garage力                  | 荏崎ろあ・花乃衣美優・辻門アネラ・ 相沢菜々子・池永百合・今井みどり・ 原あゆみ・引地裕美・悠と共演        |
| 2025年 | 東京オートサロン                 | VELENO & Garage力                  | 池永百合・立華理莉・七瀬なな・根岸しおり・花乃衣美優・原あゆみ・渕上ひかる・悠・米倉みゆ・×ぺ てんし(様)× |
| 2025年 | CP+                              | LUMIX                              | |

### ラウンドガール・リングガール
- 2023年 西口プロレスリングガール 2023西口向上委員会[共演 1]
- 2024年 プロボクシング・フェニックスバトル110大会　ラウンドガール[共演 2][22]。
- 2024年 西口プロレスリングガール 2024西口向上委員会[共演 3]
- 2024年 プロボクシング・フェニックスバトル114大会[共演 4]
- 2025年 2025 KNOCK OUT ガールズ[共演 5]
- 2025年 西口プロレスリングガール 2025西口向上委員会[共演 6]

### イメージガール
- 2023年 - 2024年現在 ゴルフトゥデイ（三栄）・GT バーディーズ[23][24]。
- 2024年 伊勢崎オートレース場 イメージガール『G☆smil』（ジー・スマイル）2号車黒担当[共演 7]
- 2024年8月17,18日 SUMMER SONIC オフィシャルサポーター[25]。
- 2025年 伊勢崎オートレース場 イメージガール『G☆smil』（ジー・スマイル）[共演 8]

### コスプレ・イベント
- 2022年 コミックマーケット100「KongStudios」
- 2022年 コミックマーケット101「BLACK STELLA」
- 2023年 コミックマーケット102「Engage Kill」
- 2023年 コミックマーケット103「SYNDUALITY」
- 2024年 ニコニコ超会議 「SANYO」

### イベント・展示会
- 試飲会のイベント
- 携帯のキャンペーンガール
- パチンコイベント
- MSD（株）講演会
- 東京2020オリンピックカウントダウンイベント（久光製薬）
- ファミリーマート展示会（明治ヨーグルト）
- JASIS2018（サーモフィッシャーサイエンティフィック）
- 国際物流総合展（セイノー情報サービス）
- Cartier Pop-up Shop（カルチエ）
- TOKYO PACK（株式会社サンエー科研）
- 緑十字展2018（ミドリ安全ブース）
- JMTOF2018（アルファーミラージュ）
- インタービー（アビット）
- 国際粉体工業展2018（アルファーミラージュ）

### 配信
- LINELIVE ヤングアニマル誌面争奪オーディション（2021年10月9日 - 2021年10月22日）
- Xperia公式生放送in 東京ゲームショウ2022（2022年9月22日）[26]
- マシェバラ「西口向上↑↑放送部」（2023年4月 - ）

### テレビ番組
- TBSテレビ 全力アピール アダムシアター「Adam byGMO日本レースクイーン大賞2022」（2022年12月22日）[動画 2]
- テレビ東京 『推しエンタTV』（2025年2月10日、14日）

### 受賞歴
- 日本レースクイーン大賞2019・新人部門実行委員特別賞
- 「Adam byGMO日本レースクイーン大賞2022」・週刊プレイボーイ賞
- 「にしたんクリニック レースアンバサダーアワード2024」　・大賞・テレビ東京賞

### 雑誌
- 三栄「GALS PARADISE+Vol.90」表紙＆スペシャルグラビアを務める[27]
- 集英社「週刊プレイボーイ」2023年29号グラビア[28]
- 白泉社「ヤングアニマル」2022年1月28日号巻末グラビア
- 三栄「auto sport」2024年7月号 No.1597 熱血RQ道 vol.16 有栖未桜
- 小学館 「週刊ポスト」 2024年11月29日号 グラビア

## 作品

### デジタル写真集
- 有栖未桜 写真集「TURNING POINT」 週プレ PHOTO BOOK（2023年7月3日、Amazon Kindle版）[29]
- RQ-LABOデジタル写真集 201900008 有栖未桜: バニーガール（2020年8月16日、Amazon Kindle版[30]
- RQ-LABOデジタル写真集 201800154 有栖未桜: オフィスレディー（2020年8月16日、Amazon Kindle版[31]
- RQ-LABOデジタル写真集 201900013 有栖未桜: オフィスレディー（2020年8月16日、Amazon Kindle版[32]
- RQ-LABOデジタル写真集 201900018 有栖未桜: 私服（2020年8月21日、Amazon Kindle版[33]
- RQ-LABOデジタル写真集 201900025 有栖未桜: ビキニ（2020年8月23日、Amazon Kindle版[34]
- RQ-LABOデジタル写真集 201900032 有栖未桜: ビキニ（2020年8月23日、Amazon Kindle版[35]
- RQ-LABOデジタル写真集 201900039 有栖未桜: ビキニ（2020年8月23日、Amazon Kindle版[36]
- 競これ競泳水着コレクション 有栖未桜 Vol.1①（2021年5月10日、Amazon Kindle版）[37]
- 競これ競泳水着コレクション 有栖未桜 Vol.1②（2021年5月10日、Amazon Kindle版）[38]
- 競これ競泳水着コレクション 有栖未桜 Vol.2①（2021年5月10日、Amazon Kindle版）[39]
- 競これ競泳水着コレクション 有栖未桜 Vol.2②（2021年5月10日、Amazon Kindle版）[40]
- 有栖未桜　みおちち　週刊ポストデジタル写真集 (2024年11月18日、Amazon Kindle版)[41]

### 共演メンバー
1. ↑  荒井つかさ・生田ちむ・葵成美・美月千佳・松田蘭・小湊美月・花乃衣美優
2. ↑  はらことは
3. ↑  荒井つかさ・生田ちむ・葵成美・木村楓・夏実晴香・廣川エレナ・松田蘭
4. ↑  花乃衣美優
5. ↑  神楽坂茜・倉持はんな・チュアン梨砂子・桃里れあ・弓川いち華・米倉みゆ
6. ↑  荒井つかさ・葵成美・赤城ありさ・阿澄音々・生田ちむ・廣川エレナ・松田蘭
7. ↑  葵成美・小田カノン・木村楓・柴咲のあ・星沢しおり・藤田香澄・南実千春
8. ↑  葵成美・愛染のえる・小田カノン・河村澪・柴咲のあ・星沢しおり・南実千春

#### 動画
1. ↑  週プレChannel【集英社 週刊プレイボーイ公式】日本レースクイーン大賞2022週プレ賞受賞のシンデレラガール！有栖未桜 - YouTube2023年7月3日閲覧。
2. ↑  TBSテレビ 全力アピール アダムシアターAdam by GMO日本レースクイーン大賞2022ファイナリスト／松田蘭　水瀬琴音　小湊美月　花乃衣美優　有栖未桜 - YouTube2022年12月23日閲覧。